# Digitus (miara)
Digitus (daktylos) – starożytna rzymska jednostka długości mierzona szerokością palca - 1/16 stopy rzymskiej, co odpowiada 1,85 cm. Słowo digitus oznacza po łacinie palec. W Bizancjum odpowiednikiem tej jednostki był daktylos (stgr. δάκτυλος), odpowiadający 1/16 stopy greckiej, równy 1,95 cm.